# Flatidula luella
Flatidula luella är en insektsart som beskrevs av Metcalf och Bruner 1948. Flatidula luella ingår i släktet Flatidula och familjen Flatidae. Inga underarter finns listade i Catalogue of Life.